# Lathan
Pour les articles homonymes, voir Lathan (homonymie).
Le Lathan est un cours d'eau d'Indre-et-Loire et de Maine-et-Loire, en France, et un affluent de l'Authion, donc un sous-affluent de la Loire.

## Géographie
Long de 57,8 km,, il prend source dans le Bois d'Ambillou, à 103 m d'altitude sur la commune d'Ambillou.
Il coule globalement de l'est l'ouest.
Il conflue en rive droite de l'Authion, entre Longué-Jumelles, Beaufort-en-Vallée et La Ménitré, à 20 m d'altitude.

### Communes et cantons traversés
Dans les deux départements d'Indre-et-Loire et de Maine-et-Loire, le Lathan traverse les seize communes suivantes, de l'amont vers l'aval, d'Ambillou (source), Cléré-les-Pins, Savigné-sur-Lathan, Hommes, Channay-sur-Lathan, Rillé, Breil, La Pellerine, Méon, Noyant, Linières-Bouton, Mouliherne, Vernantes, Saint-Philbert-du-Peuple, Longué-Jumelles, Beaufort-en-Vallée (confluence).
Soit en termes de cantons, le Lathan prend source dans le canton de Château-la-Vallière, traverse les cantons de Langeais, de Noyant, de Longué-Jumelles, conflue dans le canton de Beaufort-en-Vallée, le tout dans les arrondissements de Tours, de Chinon, de Saumur et d'Angers.

### Toponymes
Le Lathan a donné son nom aux deux communes de Savigné-sur-Lathan et Channay-sur-Lathan.